# Castell de Vilafermosa
El castell de Vilafermosa és un monument històric situat a l'entrada d'aquesta població de la comarca de l'Alt Millars, País Valencià. És un Bé d'Interés Cultural, per declaració genèrica amb categoria de Monument.

## Història
La població de Vilafermosa és d'origen àrab, que, després de la reconquesta realitzada per les tropes del rei Jaume I d'Aragó, va passar a poblar-se amb habitants del Castell de Vilamalefa, que estava en la rodalia.
La construcció del castell sembla datar del segle xiii i es va construir per iniciativa de Zayd Abu Zayd. El seu lloc estratègic li va atorgar rellevància durant l'època següent a la reconquesta cristiana, moment en el qual va passar a domini reial i més tard, en temps de Jaume II d'Aragó va ser el centre del ducat de Vilafermosa.
La fortalesa de Vilafermosa va ser clau en les lluites de la nissaga Arenós al segle xiii i de Jaume d'Aragó contra la corona cap al segle xv.
Va tornar a tenir certa rellevància, durant la Guerra de Successió espanyola, moment en què va patir un gran incendi (del qual es té documentació escrita) que el va deixar pràcticament en ruïnes. Més tard, com els va passar a altres castells i fortaleses de la zona en aquesta època, durant les Guerres Carlines, va tornar a tenir un moment d'esplendor, després que es van realitzar obres de restauració, per a habilitar-lo durant la Primera Guerra Carlina, encara que va deteriorar-se contínuament a partir d'aquest moment, tot i que durant la Segona Guerra Carlina (1873-1875) va ser seu de la Diputació Carlina del Centre.
Actualment està en ruïnes, en part per l'ús dels seus materials per a l'edificació d'habitatges particulars. Pels carrers del poble es poden descobrir llenços de les antigues muralles, i en l'alguns casos propietaris privats han restaurat part de les estructures del castell que es trobaven dins de les seves propietats i les han adaptat al seu habitatge habitual.

## Descripció
La fortalesa, d'origen mudèjar, s'aixecava sobre un paratge anomenat la Mola, amb planta rectangular. Es dividia en dos grans recintes amb torres albarranes, on s'allotjava la població.
El castell ocupava una posició estratègica en la confluència entre dos rius, el Major i el Carbo, i tallat per penya-segats, tret de la part nord. Ací hi havia dues torres bessones, una d'elles amb pont llevadís, pel qua s'entrava al lloc. El recinte, a més a més, estava emmurallat i protegit per dues torrasses, conegudes com "El Tamborete" i la "Torre de l'Homenatge".
Hui en dia, es conserven algunes restes de la muralla i de les torrasses, així com de la torre que feia de pòrtic per accedir-hi a la població.